# Seznam základních škol v Brně

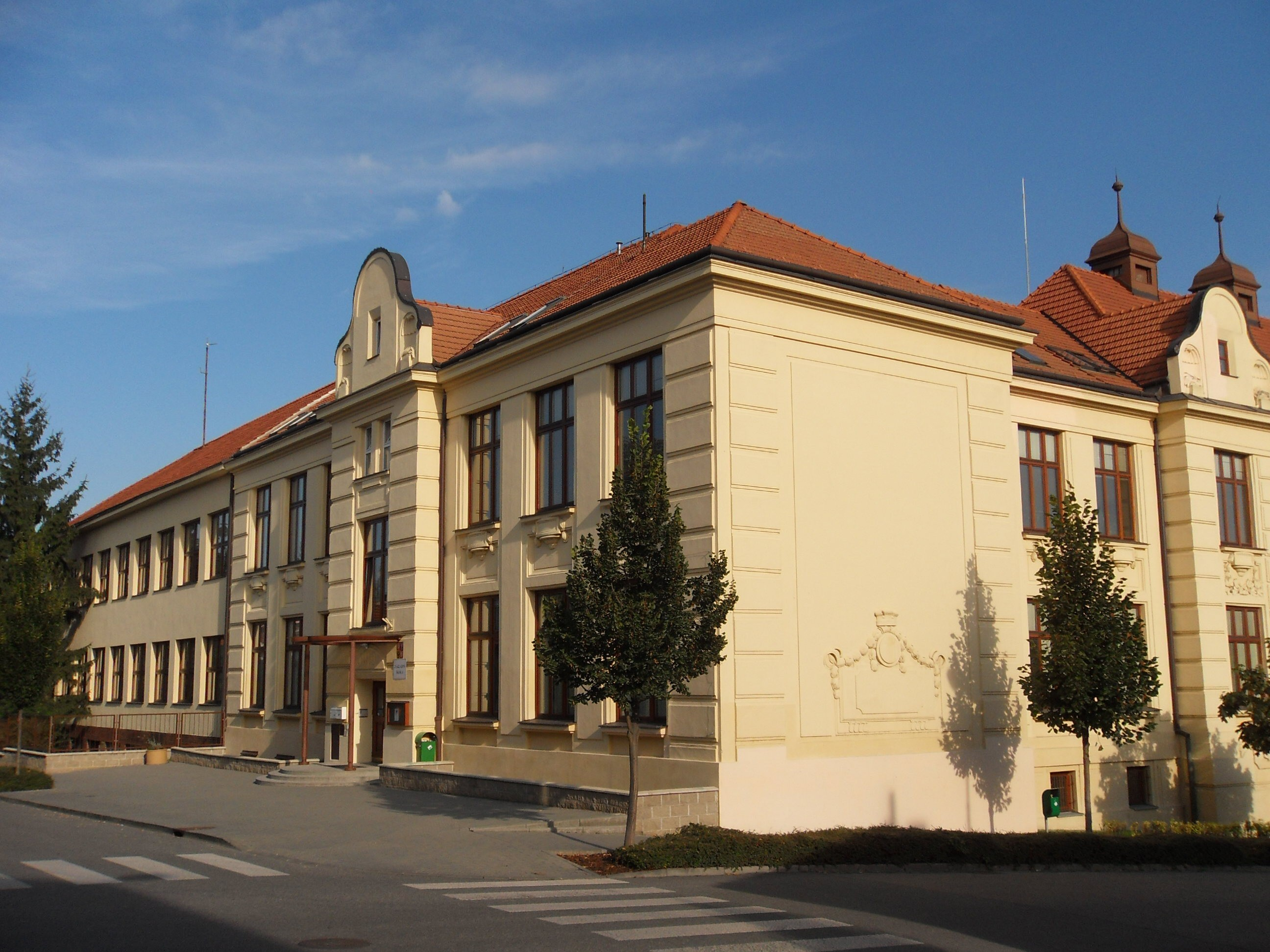
Základní škola Sirotkova

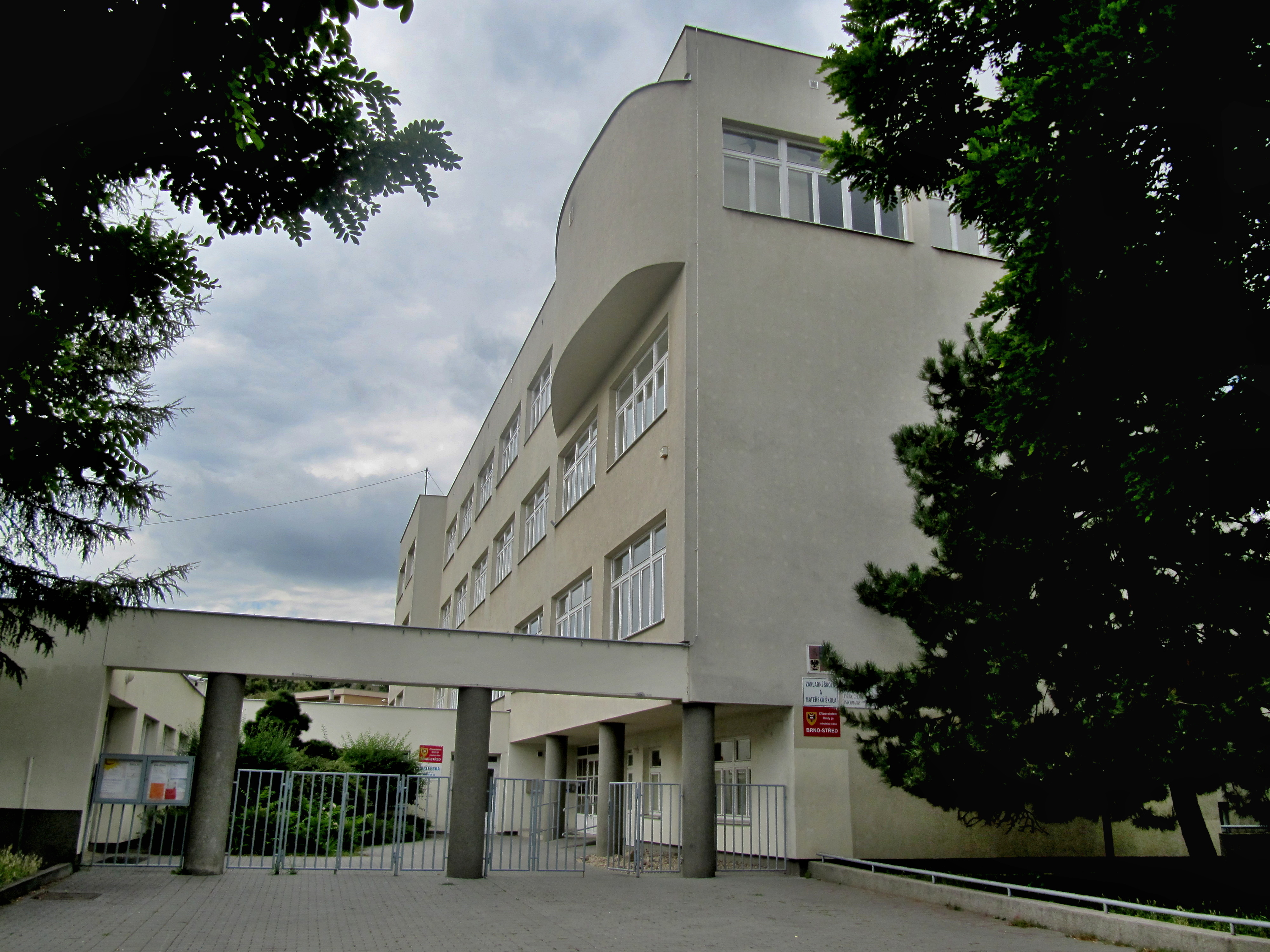
Základní škola Křídlovická

Seznam základních škol v Brně uvádí přehled všech státních, veřejných, církevních a soukromých základních škol v Brně. Je aktuální k březnu 2023 a obsahuje 100 položek. Uvedena je též jedna soukromá zahraniční škola.

## Státní základní školy
Zřizovatelem těchto škol je Ministerstvo školství, mládeže a tělovýchovy České republiky.
- Střední škola, základní škola a mateřská škola pro zdravotně znevýhodněné, Brno, Kamenomlýnská 1
- Základní škola a mateřská škola logopedická, Brno, Veslařská 234
- Diagnostický ústav Brno, středisko výchovné péče a základní škola, Brno, Hlinky 140

## Veřejné základní školy
Zřizovatelem těchto škol je Jihomoravský kraj, město Brno, nebo městské části.
- Základní škola a praktická škola Brno, Vídeňská 26
- Mateřská škola a základní škola Brno, Kociánka 6a
- Mateřská škola, základní škola a střední škola Gellnerka Brno, Šrámkova 1
- Mateřská škola a základní škola při Fakultní nemocnici Brno, Černopolní 9
- Mateřská škola speciální, základní škola speciální a praktická škola Elpis Brno, Koperníkova 2
- Základní škola Brno, Palackého třída 68
- Mateřská škola, základní škola a praktická škola Brno, Štolcova 16
- Základní škola Brno, Sekaninova 1
- Mateřská škola speciální, základní škola speciální a praktická škola Ibsenka Brno, Ibsenova 1
- Základní škola a mateřská škola Brno, Kotlářská 4
- Základní škola a mateřská škola, Brno, Horníkova 1
- Základní škola Brno, nám. Míru 3
- Základní škola a Mateřská škola Brno, Merhautova 37
- Základní škola Brno, Jana Babáka 1
- Základní škola, Brno, Masarova 11
- Základní škola, Brno, Gajdošova 3
- Základní škola Brno, Svážná 9
- Základní škola Brno, Bakalovo nábřeží 8
- Základní škola Brno, Úvoz 55
- Základní škola a mateřská škola Brno, nám. 28. října 22
- Základní škola Brno, Vejrostova 1
- Základní škola Brno, Heyrovského 32
- Základní škola a Mateřská škola Brno, Chalabalova 2
- Základní škola, Brno, Labská 27
- Základní škola, Brno, Řehořova 3
- Základní škola Brno, Arménská 21
- Základní škola a Mateřská škola Brno, Milénova 14
- Základní škola a Mateřská škola Brno, Blažkova 9
- Základní škola, Brno, Krásného 24
- Základní škola, Brno, Mutěnická 23
- Základní škola a mateřská škola Brno, Přemyslovo nám. 1
- Základní škola a mateřská škola Brno, Horní 16
- Základní škola, Brno, Košinova 22
- Základní škola, Brno, Herčíkova 19
- Základní škola Brno, Novoměstská 21
- Základní škola a Mateřská škola, Brno, Jana Broskvy 3
- Základní škola Brno, Pavlovská 16
- Základní škola, Brno, Holzova 1
- Základní škola a mateřská škola Brno, Jihomoravské nám. 2
- Základní škola, Brno, Slovanské nám. 2
- Základní škola Brno, Hroznová 1
- Základní škola a mateřská škola Brno, Husova 17
- Základní škola Brno, Horácké náměstí 13
- Základní škola a Mateřská škola, Brno, Elišky Přemyslovny 10
- Základní škola Brno, Laštůvkova 77
- Základní škola, Brno, Novolíšeňská 10
- Základní škola a mateřská škola Brno, Křídlovická 30b
- Základní škola a mateřská škola Brno, Vedlejší 10
- Základní škola, Brno, Jasanová 2
- Tyršova základní škola, Brno, Kuldova 38
- Základní škola, Brno, Kamínky 5
- Základní škola J. A. Komenského a Mateřská škola Brno, nám. Republiky 10
- Základní škola a mateřská škola Brno, Křenová 21
- Základní škola a mateřská škola Brno, Antonínská 3
- Základní škola Brno, Hamry 12
- Základní škola Brno, Otevřená 20a
- Základní škola, Brno, Kneslova 28
- Základní škola a Mateřská škola Brno, Pastviny 70
- Základní škola Brno, Sirotkova 36
- Základní škola a Mateřská škola, Brno, Staňkova 14
- Základní škola a Mateřská škola Brno, Zeiberlichova 49
- Základní škola a mateřská škola Brno, Blanenská 1
- Základní škola Brno, Bednářova 28
- Základní škola, Brno, Bosonožská 9
- Základní škola Brno, Tuháčkova 25
- Masarykova základní škola, Brno, Kamenačky 4
- Základní škola Brno, Janouškova 2
- Základní škola Brno, Hudcova 35
- Základní škola a Mateřská škola Brno, Bosonožské nám. 44
- Masarykova základní škola a Mateřská škola Brno, Zemědělská 29
- Základní škola Brno, Měšťanská 21
- Základní škola Brno, Čejkovická 10
- Waldorfská škola Brno – střední škola, základní škola a mateřská škola, Plovdivská 8
- Základní škola a Mateřská škola Brno, náměstí Svornosti 7

## Církevní základní školy
Zřizovatelem těchto škol je církev, nebo církevní řád.
- Cyrilometodějská církevní základní škola, Lerchova 65
- Škola příběhem – církevní základní škola, Filipínského 1

## Soukromé základní školy
- Mateřská škola a základní škola Sluníčko – Montessori, Provazníkova 84
- Soukromá základní škola Lesná, Janouškova 2
- Soukromá mateřská škola a základní škola, Rozmarýnová 3
- Základní škola a Mateřská škola Pramínek, Heyrovského 13
- I. Německé zemské gymnasium, základní škola a mateřská škola, Mendlovo náměstí 4
- Akademia Gymnázium, Základní škola a Mateřská škola, Rašelinová 11
- Křesťanská Základní škola a Mateřská škola Jana Husa, Šujanovo náměstí 1
- Montessori Mateřská škola a Základní škola Perlička a Montessori Střední škola, Hlaváčova 6
- Základní škola a mateřská škola Basic, Šujanovo náměstí 1
- Základní škola a mateřská škola Didaktis, Bzenecká 23
- Základní škola Letokruh, Terezy Novákové 62a
- Základní škola a gymnázium Ježek bez klece, Lidická 6
- Základní škola Five Star Montessori, Lány 34
- ScioŠkola Brno – základní škola, Sokolova 4
- Montessori Institut, základní škola a mateřská škola, Krymská 2
- 2. základní škola Heuréka, Hlinky 104
- Labyrinth – gymnázium a základní škola, Žerotínovo náměstí 6
- Základní škola Eduard, Terezy Novákové 64
- Základní škola Slunovrat, Palackého třída 1
- Základní škola Liška, Březinova 14
- Sportovní základní škola Kometka, náměstí 28. října 16

## Soukromé zahraniční školy
Akreditované soukromé zahraniční školy, které mohou dle povolení Ministerstva školství, mládeže a tělovýchovy České republiky působit v Česku. Nejsou zapsány v Rejstříku škol.
- International School of Brno, Čejkovická 10